# Kleo
Kleo és una sèrie de televisió alemanya del gènere thriller d'acció, creada conjuntament per Hanno Hackfort, Richard Kropf i Bob Konrad per a Netflix.
Narra el procés de venjança d'una antiga agent de la Stasi d'Alemanya Oriental, Kleo Straub (Jella Haase), després de la seva detenció i posterior empresonament fins a la caiguda del mur de Berlín.
Es va estrenar a Netflix el 19 d'agost de 2022 i es va renovar per a una segona temporada el 29 de setembre de 2022. La segona temporada es va estrenar el 25 de juliol de 2024.

## Sinopsi
El 1987, després d'assassinar amb èxit un agent doble en un club de Berlín Occidental, l'agent de la Stasi d'Alemanya Oriental Kleo Straub és empresonada per la seva agència amb falses acusacions de traïció. Quan és alliberada després de la caiguda del mur de Berlín el 1989, planeja la seva venjança contra els conspiradors que la van trair. Mentrestant, Sven Petzold, un policia antifrau de Berlín Occidental, poc apreciat però que va presenciar l'assassinat de 1987, troba connexions entre aquest fet i la Kleo Straub, fet que el du a impedir la seva venjança.

## Repartiment
- Jella Haase com a Kleo Straub, agent i assassina no oficial de la Stasi d'Alemanya Oriental, empresonada amb una falsa acusació de traïció.
  - Rosa Wirtz interpreta una versió més jove d'ella.
- Dimitrij Schaad com a Sven Petzold, un oficial de policia de Berlín Occidental que treballava inicialment a la secció antifrau.
- Julius Feldmeier com a Thilo, ocupant actual de l'antic apartament de Kleo Straub, procedent d'Alemanya Occidental.
- Vincent Redetzki com a Uwe Mittig, un agent no oficial de la Stasi d'Alemanya Oriental que va ser còmplice de Kleo durant la seva missió de 1987.
- Vladímir Burlakov com a Andi Wolf, un antic supervisor de la Stasi que va tenir una relació sentimental amb Kleo.
- Marta Sroka com a Anja, la parella de Wolf, embarassada del seu fill.
- Jürgen Heinrich com a Otto Straub, un comandant general de la Stasi d'Alemanya Oriental, avi de Kleo Straub.
- Alesija Lause com a Anne Geike, una oficial del BND d'Alemanya Occidental que coneixia Otto Straub

## Producció

### Desenvolupament
El 8 de febrer de 2022, Netflix va encarregar Kleo com a part de dinou produccions en llengua alemanya per valor de 571 milions de dòlars. Hanno Hackfort, Richard Kropf i Bob Konrad, cocreadors de 4 Blocks foren els creadors, guionistes i productors executius de la sèrie, amb Elena Senft a coguionista. Michael Souvigner i Till Derenbach de Zeitsprung Pictures foren coproductors, mentre que Viviane Andereggen i Jano Ben Chaabane van signar com a directors. La sèrie es va renovar el 29 de setembre de 2022.

### Càsting
Després de l'anunci de la sèrie el 8 de febrer de 2022, es va anunciar Jella Haase com a protagonista principal de la sèrie.

### Rodatge
El rodatge de la sèrie va començar el juny de 2021, a Berlín, Eisenhüttenstadt i Mallorca com a principals localitzacions.